# Pompeo Cambiasi
Pompeo Cambiasi (Milano, 9 settembre 1840 – Montecatini Terme, 8 settembre 1908) è stato un musicologo e politico italiano.

## Biografia
Figlio di Isidoro e Cirilla Bianca, portò avanti la passione paterna per la musica, in principio a tempo pieno e, dopo aver intrapreso la carriera politica, a tempo parziale.
Viene, nel 1869, scelto come delegato del teatro di Varese e, nel 1872, come consigliere provinciale di Como: prese parte anche all'amministrazione della Scala, dov'era anche palchettista, e della casa di riposo per musicisti.
Fu sindaco di Bizzozero dal 1865 al 1880 e a lungo assessore municipale a Milano, venne eletto deputato a Varese nella XVIII legislatura.
Passerà gli ultimi anni della propria vita a scrivere testi sul teatro di Milano e Varese, con l'obiettivo di favorirne il sostegno da parte della popolazione.
Sepolto nel Cimitero monumentale di Giubiano, gli è dedicata una via a Milano e un parco giochi a Bizzozero, divenuto nel frattempo quartiere di Varese.